# Saint-Acheul
Saint-Acheul – miejscowość i gmina we Francji, w regionie Hauts-de-France, w departamencie Somma.
Według danych na rok 1990 gminę zamieszkiwały 34 osoby, a gęstość zaludnienia wynosiła 11 osób/km² (wśród 2293 gmin Pikardii Saint-Acheul plasuje się na 962. miejscu pod względem liczby ludności, natomiast pod względem powierzchni na miejscu 1048.).